# Stefan Hippe
Stefan Hippe (* 10. Juni 1966 in Nürnberg) ist ein deutscher Komponist, Dirigent und Akkordeonist.

## Leben
Ersten Akkordeonunterricht erhielt Stefan Hippe ab 1974 bei Herbert Bausewein, ersten Kompositionsunterricht ab 1981 bei Hans-Ludwig Schilling. Am Meistersingerkonservatorium Nürnberg studierte er Akkordeon bei Willi Münch und Irene Kauper, danach an der Hochschule für Musik Würzburg Komposition bei Bertold Hummel und Heinz Winbeck sowie Dirigieren bei Günther Wich. Seit 1999 unterrichtet er an der Musikschule Nürnberg, von 2004 bis 2007 an der Universität Erlangen-Nürnberg. Seit 2015 ist er als Dozent u. a. für Dirigieren am Hohner-Konservatorium in Trossingen verpflichtet. Als Komponist und Solist arbeitet Stefan Hippe u. a. mit dem Nürnberger Akkordeonorchester, dem Ensemble Kontraste und dem Staatstheater Nürnberg zusammen. Mit der Sopranistin Irene Kurka gründete er 2000 das Duo Soprakkordeon. Des Weiteren ist er Chefdirigent des Bundesakkordeonorchesters (BuAkkO), eines 2010 gegründeten und vom Deutschen Harmonika-Verband geförderten Projekt- und Auswahlorchesters.

## Ehrungen
- 1994 1. Preis beim Kompositionswettbewerb der Sommerlichen Musikakademie Hitzacker (fürs 2. Streichquartett)
- 1995 1. Preis beim Kompositionswettbewerb der Stadt Würzburg (für die Kammermusik Nr. 1)
- 1997 Stipendienaufenthalt in der Cité Internationale des Arts Paris
- 1998 Kulturförderpreis der Stadt Nürnberg
- 2000 Bayerischer Förderungspreis für junge Künstler
- 2003 Förderpreis des Bezirks Mittelfranken; Fördergabe der Internationalen Bodenseekonferenz (Zürich)
- 2006 Preis der Stadt Cottbus (für Tumulus – nachts)

## Kompositionen

### Bühnenwerk
- A Lady Dies (1999). Kammeroper. Libretto: Gerhard Falkner. UA 11. März 2000 Nürnberg (Tafelhalle)

### Vokalkompositionen
- 23. Psalm (1983) für Gesang und Orgel. Text lateinisch und deutsch. UA 17. April 1988
- Die drei Teiche von Hellbrunn (1989). 1. Streichquartett, mit Sopran-Solo und Kontrabass. Text: Georg Trakl. UA 19. Juni 1989 Lohr am Main
- Egonoia (1990) für Kammerchor, Kontrafagott und Klavier. Texte: 6 Gedichte von Ernst Jandl. UA 20. Juni 1990 Würzburg
- Jusques à la mort… (1990). Liederzyklus für Alt und Klavier. Texte: Guillaume de Machaut, Rainer Maria Rilke und Friedrich Hölderlin. UA 17. Dezember 1990 Würzburg
- Frühlingslied (1995) für gemischten Chor und Akkordeonorchester (4.4.4.4.2B). Text: aus den Carmina Burana. UA 15. Juni 1996 Schweinfurt
- Wild with love (1997). Kammermusik Nr. 3 (1. Satz) für Gesang, Flöte, Schlagzeug und Akkordeon. Text: Stanley Kunitz. UA 21. November 2001 Nürnberg
- Credo (2000) für 8-stimmigen Kammerchor und Blechbläser. UA 1. Oktober 2000 Nürnberg
- Vater unser (2001) für Sopran, Bariton, Harfe, Glockenspiel und Streichsextett (1.1.2.2.0). UA 11. August 2001 Regensburg
- Wahnsinniges Gedicht (2001/02) für gemischten Chor und Akkordeonorchester. Texte: 5 Gedichte von Ernst Jandl. UA 6. Mai 2006 Nürnberg
- Under der linden (2002) für Kammerchor. Texte: 3 Gedichte von Walther von der Vogelweide. UA 19. August 2002
- die liebe (2002) für Sopran und Akkordeon. Texte: 2 Gedichte von Gerhard Falkner. UA 14. Januar 2003 Nürnberg (Irene Kurka [Sopran], Stefan Hippe [Akkordeon])
- Blauer Himmel (2003) für Sopran, Flöte, 2 Gitarren, Violoncello und Akkordeon. Texte: 2 Gedichte von Gerhard Falkner. UA 10. Dezember 2003 Würzburg
- Requiem (2005) für Sopran, gemischten Chor und Orchester. Texte: von Alejandra Pizarnik und aus dem Alten Testament. UA 19. November 2005 Nürnberg (St. Lorenz)
- Stabat mater (2008) für 3-stimmigen gemischten Chor und Akkordeon. UA 18. April 2009 Warschau
- Atem 1946 (2019) für Chor a cappella - Heinz Winbeck in Memoriam. UA 25. Mai 2019 Erlangen

### Orchester-/ Ensemblewerke
- Die Versuchung des heiligen Antonius (1986/97) für Akkordeonorchester (4.4.4.4.2B.2 Elektronien). UA 22. Mai 1998 Innsbruck
- Fresques (1989) für Orchester (2.2.2.2 – 4.2.3.0 – Harfe – Schlagzeug[2] – Streicher). UA 5. April 1991 Bad Reichenhall
- …ein leiser Ton gezogen… (1990/91) für Akkordeonorchester (5.5.4.4.2B.2 Elektronien.Sw). UA 8. November 1991 Gaggenau
- Krakatao (1993) für Akkordeonorchester (4.4.3.3.2B.1–2 Elektronien.Sw). UA 23. November 1994 Weißenburg
- Kammermusik Nr. 1 (1994) für Ensemble (10 Spieler: 1.0.1.0 – 1.1.1.0 – Schlagzeug – Klavier – Streicher: 1.0.0.1.1). UA 23. März 1995 Würzburg
- MŒHB (1996). Sieben Stücke für Akkordeonorchester (4.4.4.4.2B.2 Elektronien). UA 21. November 1998 Horsholm
- Salut (1997) für Akkordeonorchester (4.4.3.3.2B.2 Elektronien) und Schlagzeug. UA 24. Juni 1997 Stuttgart
- Portraits (1997) für Sinfonieorchester und Akkordeonorchester (4.4.4.4). UA 13. Februar 1988 Hof (Hofer Symphoniker)
- OURCQ. Rêvie parisienne (1997) für Akkordeon und Akkordeonorchester (4.4.4.4.2B.2 Elektronien). UA 21. November 1998 Nürnberg
- Ausdrucksorte (1998) für Akkordeonorchester (4.4.4.4.2B). UA 5. Dezember 1998 Laaber
- Short Cuts (2002/03) für Akkordeonorchester (4.4.3.3.2B), 2 Elektronien (ad libitum) und Schlagzeug (ad libitum). UA 19. Juli 2003 Nürnberg
- Die Monde des Saturn

- Teil 1 (2005) für Akkordeonorchester (4.4.3.3.2 Elektronien.2B) und Schlagzeug. UA 8. April 2006 Trossingen
- Teil 2 (2006) für Akkordeonorchester (4.4.3.3.2 Elektronien.2B) und Schlagzeug. UA 18. März 2007 Erlangen
- Teil 3 (Sätze 10–14; 2008/09) für Akkordeonorchester (4.4.3.3.2B). UA Herbst 2009 Cottbus

- Tumulus – nachts (2006) für Akkordeon und Streichorchester (6.5.4.3.2). UA 16. September 2006 Nürnberg (Produktion: Rundfunk Berlin-Brandenburg)
- Tango capriccioso (2006) für Akkordeonorchester (4.4.3.3.2 Elektronien.2B), Klavier und Schlagzeug. UA 28. April 2007 Fürth
- Disposition (2006) für Orgel, 2 Oboen, 2 Hörner in F und Streichquintett (solistisch oder chorisch). UA 3. Dezember 2006 Nürnberg (St. Jobst; zur Orgeleinweihung)
- Trois Pièces (2007) für Jugendsinfonieorchester. UA 12. Dezember 2007 Limoges
- Klavierkonzert (2007/08)

- Fassung für Klavier, Akkordeonorchester (mit 2 Elektronien) und Pauken. UA 22. März 2009 Frankfurt am Main
- Fassung für Klavier und Sinfonieorchester

### Filmmusik
- zu In der Hoffnung ist gut leben (Dokumentarfilm von Helge Cramer) (1995), für Akkordeon. Ursendung 28. August 1995 (Mitteldeutscher Rundfunk)
- zu Fantômas (1913, Regie: Louis Feuillade) (2003/04), für 5 Akkordeons, 2 Elektronien und Basso. UA 31. Januar 2004 Erlangen (Stummfilmmusiktage)
- zu Die weiße Hölle vom Piz Palü (1929, Regie: Arnold Fanck, Georg Wilhelm Pabst) (2004), für Kammerensemble. UA 31. Januar 2005 Erlangen (Stummfilmmusiktage)

### Kammermusik

#### Soli
- Capriccio (1981) für Akkordeon. UA 1. April 1982 Nürnberg
- Epitaph für M (1987) für Klavier. UA 11. Mai 1988 Nürnberg
- Foot Fire Burn Dance (1997). Kammermusik Nr. 3 (2. Satz) für Schlagzeug. UA 11. Februar 2001 Lüneburg
- 1000 Stücke (2001ff.) für Klavier. UA (erste Stücke) 5. Mai 2001 München

Work in progress; bisher: Nr. 1, 22, 83, 325, 741, 772, 907
- Dies Irae (2003) für Gitarre. UA 10. Oktober 2003 Wolframs-Eschenbach
- Marsch 1933–1945 (2006) für Gitarre. UA 19. Mai 2006 Shenzhen
- Zithat (2006) für Diskant-Zither. UA 20. Oktober 2007 Hanau
- 1000 Töne (2007) für Akkordeon. UA 23. November 2007 Fürth

#### Duos
- Kurioso (1983) für Fagott und Akkordeon. UA 5. Dezember 1986 Nürnberg
- Sphinx (1988) für Schlagzeug und Akkordeon. UA 19. April 1988 Würzburg
- Trip (1992) für große Trommel (2 Spieler), nach einem Text von Günter Eich. UA 22. Juni 1992 Würzburg
- Liaison (1992) für Flöte und Akkordeon. UA 12. Februar 1993 in Lohr am Main (mit der Flötistin Carina Vogel und Stefan Hippe)
- Dessins (1994) für Klavier zu 4 Händen. UA 5. März 1994 Würzburg
- Nerv (1995) für Klarinette in A (B) und Akkordeon. UA 15. September 1995 Nürnberg
- Zwei Ländler (1996) für Klarinette und Akkordeon. UA 17. November 1996 Erlangen
- Signale (2001) für Trompete und Orgel. UA 10. November 2001 München
- Der Kampf des Enkidu (2002) für 2 Schlagzeuger. UA 21. Juni 2002 Oberasbach
- Stephanus-Monologe (2002) für Klarinette in B und Orgel. UA 19. Mai 2002 Nürnberg (Lorenzkirche; zur Einweihung der Stephanusorgel)
- Pression (2008) für Violine und Akkordeon. UA 2. März 2008 Nürnberg
- Acht Kafka-Skizzen (2008) für Klavier und Akkordeon. UA 14. Oktober 2008 Prag

#### Trios
- Souvenir d’une vie (1984) für Flöte, Violine und Akkordeon. UA 23. November 1984 Nürnberg
- Naive Stücke (2002) für 3 Posaunen. UA 22. Februar 2003 Nürnberg
- ZwôSibenAhteVier (2007) für 3 Orgeln. UA 18. Oktober 2007 Nürnberg (Lorenzkirche; zur Einweihung der Laurentiusorgel)

#### Quartette
- Die drei Teiche von Hellbrunn (1989). 1. Streichquartett, mit Sopran-Solo und Kontrabass: siehe unter Vokalkompositionen
- 2. Streichquartett (1993). UA 31. Juli 1994 Hitzacker (Minguet-Quartett)
- Wild with love (1997). Kammermusik Nr. 3 (1. Satz) für Gesang, Flöte, Schlagzeug und Akkordeon: siehe unter Vokalkompositionen
- Les quatre Anges et les Vents de la Terre (1997) für Akkordeonquartett (3 Akkordeons und Basso). UA 29. April 1998 Nürnberg
- Offertorium (2003) für Fagottquartett (3 Fagotte und Kontrafagott). UA 31. Juli 2005 Langenzenn
- Die Angst des Torhüters (2006) für Oboe, Klarinette, Violine und Violoncello. UA 26. Januar 2006 Stuttgart (Fußball-Globus)
- Drei Bilder (2007) für 2 Klarinetten, Altsaxophon und Bassklarinette. UA 26. Januar 2008 Dithmarschen (Musikschule)

#### Quintette
- Die Versuchung des heiligen Antonius (1986) für 5 Akkordeons. UA 28. April 1987 Nürnberg. – (1997 Fassung für Akkordeonorchester)
- Reise nach (1988) für 5 Akkordeons. UA 23. April 1988 Erlangen

- Fassung für 4 Akkordeons und Basso (1997). UA 10. Mai 1997 Passau

- Catch (2001) für Akkordeonquintett (4 Akkordeons mit M3 und Basso). UA 3. Februar 2002 Wunsiedel

#### Sextett
- Der Schatz des heiligen Laurentius (2008) für Blechbläserquintett und Orgel. UA 15. Juli 2008 Nürnberg (Lorenzkirche)

#### Septett
- Terpsichore (1986) für 7 Schlagzeuger. UA 14. Oktober 1986 Nürnberg

#### Oktette
- Annacamento (1996). Kammermusik Nr. 2 für Ensemble (1[Picc].0.1.0 – 0.0.0.0 – Schlagzeug – Klavier – Akkordeon – Streicher: 1.0.1.1.0). UA 9. November 1996 Nürnberg (ars nova ensemble, Dirigent: Werner Heider)
- Faux! (2002) für Akkordeon-Ensemble (6 Akkordeons mit M3 und 2 Basso). UA 19. Oktober 2002 Malden (Niederlande)